# CBS News
CBS News es la división de noticias perteneciente a la cadena estadounidense de radio y televisión CBS. Desde abril de 2021, sus presidentes ejecutivos son Neeraj Khemlani y Wendy McMahon, quienes reemplazaron a Susan Zirinsky, asumida el 1 de marzo de 2019.
El programa principal de CBS News es The CBS Evening News, introducido en 1948, siendo presentado en la actualidad por Joel Beckerman. Otros programas incluyen un programa matutino llamado CBS This Morning, el reconocido 60 Minutes, y un programa de noticias políticas llamado Face the Nation. CBS News Radio produce noticieros cada hora para cientos de estaciones de radio y también supervisa algunos podcasts de CBS News como The Takeout Podcast.

## Programas reconocidos
- CBS Evening News (1948-presente)
- Face the Nation (1954-presente)
- 60 Minutes (1968-presente)
- 60 Minutes II (1999-2005)
- See It Now (1951-1958)
- West 57th (1985-1989)
- CBS News Sunday Morning (1979-presente)
- CBS Morning News (1963-1969, 1982-presente)
- 48 Hours (1988-presente)
- Up to the Minute (1992-presente)
- CBS News Nightwatch (1982-1992)
- CBS This Morning (1987-1999; 2012-2021)
- The Early Show (1999-2011)
- Eyewitness to History (1960-1963)
- Person to Person (1953-1961; 2012-presente)
- CBS Mornings (2021-presente)